# 堀喜幸
堀 喜幸（ほり きこう、1868年8月6日（慶応4年6月18日） - 1931年（昭和6年）12月27日）は、日本の政治家。衆議院議員（1期）。

## 経歴
鶴来村（現・白山市）生まれ。1880年（明治13年）3月に鶴来町立小学校を卒業した。同年4月から、1883年（明治16年）12月まで金沢で漢学を学んだ。その後は家業の醤油醸造業に従事した。1893年（明治26年）10月28日に石川郡選挙区から自由党所属で石川県会議員に当選した。1894年（明治27年）12月30日の解散に伴い退任した。1895年（明治28年）11月から1899年（明治32年）9月まで石川郡会議員を務めた。1907年（明治40年）9月30日に再び郡会議員となり、郡制が廃止となる1923年（大正12年）3月31日まで4期務めた。この間、1911年（明治44年）10月18日から1915年（大正4年）9月29日までと、同年10月24日から1919年（大正8年）9月29日まで、1922年（大正11年）2月6日から1923年3月31日まで郡会議長を務めた。また、1901年（明治34年）から1923年まで4期鶴来町会議員を務めた。
1919年の県会議員議員選挙に石川郡選挙区から政友会所属で立候補して再選を果たした。1923年の県会議員選挙で3選を果たした。
1924年（大正13年）の第15回衆議院議員総選挙において急死した西村正則に替わって、石川2区から政友本党公認で立候補して当選した。これに伴い、県会議員を退任した。1927年（昭和2年）5月に政友本党から立憲政友会に移った。衆議院議員を1期務めた。1928年（昭和3年）の第16回衆議院議員総選挙には立候補しなかった。1931年死去。その他、鶴来銀行取締役頭取、石川鉄道、能美電気鉄道、石川貯蓄銀行の各社取締役を務める。